# Niezabitów (przystanek kolejowy)
Niezabitów – dawny przystanek kolejki wąskotorowej w Zofiance, w gminie Poniatowa, w powiecie opolskim, w województwie lubelskim.